# 康斯坦丁·图多西耶
康斯坦丁·图多西耶（羅馬尼亞語：Constantin Tudosie，1950年3月23日—），罗马尼亚男子手球运动员。他曾代表罗马尼亚国家队参加1972年和1976年夏季奥林匹克运动会手球比赛，获得一枚银牌和一枚铜牌。